# Joe Kelly (fumettista)
Joseph Paul Kelly, meglio noto come Joe Kelly (1º settembre 1971), è un fumettista, scrittore e produttore televisivo statunitense.
Celebre soprattutto per il suo lavoro su Deadpool per la Marvel Comics, del quale scrisse le storie dal 1997 al 1999, trasformandolo da stereotipo del personaggio action e violento anni '90 (come voleva la precedente caratterizzazione del personaggio ad opera dei suoi creatori, Rob Liefeld e Fabian Nicieza) a personaggio comico e parodistico. Per la DC Comics ha scritto dal 1999 al 2004 sulle pagine di Action Comics, storica testata dedicata a Superman, e su JLA dal 2002 al 2004, mentre per la Image Comics ha scritto la miniserie creator-owned I Kill Giants con i disegni di J. M. Ken Niimura. Fa parte del Man of Action, collettivo di scrittori fondato da lui stesso, Joe Casey, Duncan Rouleau e Steven T. Seagle, con il quale ha creato le serie animate Ben 10 e Generator Rex e prodotto altre come Avengers Assemble e Ultimate Spider-Man.

## Carriera
Ha ricevuto il Master of Fine Arts alla New York University's Tisch School of the Arts dove tuttora insegna sceneggiatura per fumetti e serie animate. Lavora per sei mesi nell'istituto per poi venire reclutato nel Marvel Comics Stan-hattan Project dall'editor James Felder. Il suddetto progetto si poneva come obiettivo la scoperta di nuovi talenti fumettistici all'interno dell'università. Dopo i sei mesi di tirocinio, gli viene affidata la sceneggiatura della serie Fantastici Quattro 2099. Tuttavia, i suoi primi lavori ad essere pubblicati per la Marvel Comics, nel 1996, sono i numeri dall'1 all'8 di 2099: World of Tomorrow e i numeri 2 e 3 della seconda serie di Marvel Fanfare.
Nel 1997 diviene lo sceneggiatore della prima serie regolare di Deadpool, suo primo incarico mensile. Coadiuvato dal disegnatore Ed McGuinness, all'epoca anche lui esordiente, scrive le storie del mercenario chiacchierone per due anni, fino al 1999, lasciando la testata con il n. 33. Tale ciclo di storie diviene uno dei suoi lavori più celebri e apprezzati sia dai fan sia dalla critica, nonché uno dei migliori mai realizzati sul personaggio.. Nello stesso anno diventa anche lo scrittore della testata di Daredevil a partire dal n. 365 fino al 375, lasciando la suddetta nel 1998.
Successivamente gli venne affidato il prestigioso incarico di scrivere sulla testata Marvel che all'epoca deteneva il maggior numero di vendite, gli X-Men, che abbandonò dopo un ciclo di 16 numeri nel 1999 con il n. 85.
Conclusi i suoi incarichi alla Marvel, verso la fine del 1999 Kelly passò ai rivali della DC Comics, dove scriverà per cinque anni (dal 1999 al 2004) sulla testata Action Comics, dedicata al personaggio di Superman, a partire dal n. 760 al n. 813. Con il n. 775, Kelly introduce il supergruppo denominato The Elite (sorta di parodia-omaggio al supergruppo The Authority creato da Warren Ellis). Dallo stesso numero viene poi tratto il lungometraggio animato Superman vs. The Elite.
Nel 2000 crea con il disegnatore Chris Bachalo la serie Steampunk per Wildstorm Productions, conclusasi in 12 numeri nel 2002. Nello stesso periodo lavora anche su Superboy e JLA.
Nel 2006 scrive diversi numeri di Supergirl.
Nel 2008 torna alla Marvel Comics in occasione del rilancio di The Amazing Spider-Man denominato Un Nuovo Giorno, che aveva lo scopo di riassestare la continuity di Spider-Man dopo gli eventi di One More Day. Contemporaneamente scrive per la Image Comics la miniserie I Kill Giants che ottiene un buon successo di critica e numerosi premi.
Nel 2016, in concomitanza del rilancio All New All Different Marvel, riprende in mano Deadpool, il personaggio che lo ha reso celebre, con la serie team-up Spider-Man/Deadpool nuovamente insieme ad Ed McGuinness. Torna invece su Spider-Man nel 2020 con la miniserie Non-Stop Spider-Man disegnata da Chris Bachalo, alla quale segue Savage Spider-Man, cui si aggiungono i disegnatori Cory Smith, Gerardo Sandoval, Tim Townsend, Wayne Fauchier, Victor Nava, Victor Olazaba, Jim Charlampidis, Chris Sotomayor e Travis Lanham.

## Filmografia

### Sceneggiatore
- Chaotic – serie TV, 2 episodi (2006)
- Ben 10 – serie TV, 1 episodio (2006)
- Brothers' Day – cortometraggio (2007)
- Tartarughe Ninja (Teenage Mutant Ninja Turtles) – serie TV, 3 episodi (2007 - 2008)
- Bakugan - Battle Brawlers – serie TV, 52 episodi (2007 - 2009)
- Gormiti - Il ritorno dei Signori della Natura – serie TV, 1 episodio (2008)
- Superman vs. The Elite, regia di Michael Chang (2012)
- Avengers - I più potenti eroi della Terra (The Avengers: Earth's Mightiest Heroes) – serie TV, 5 episodi (2012)
- Ultimate Spider-Man – serie TV, 24 episodi (2012 - 2013)
- Avengers Assemble – serie TV, 24 episodi (2013 - 2014)
- Ben 10 – serie TV, 2 episodi (2016 - 2017)
- I Kill Giants, regia di Anders Walter (2017)
- Poughkeepsie – cortometraggio (2018)
- Power Players - serie TV (2019)

### Produttore
- Ben 10 – serie TV (2005 - 2008)
- Ben 10 - Il segreto dell'Omnitrix, regia di Sebastian Montes, Scooter Tidwell (2007)
- Ben 10 - Corsa contro il tempo, regia di Alex Winter (2007)
- Ben 10 - Forza aliena – serie TV (2008 - 2010)
- Ben 10: Alien Swarm, regia di Alex Winter (2009)
- Ben 10: Ultimate Alien – serie TV (2010 - 2011)
- Monsuno – serie TV (2011 - 2012)
- Generator Rex – serie TV (2010 - 2013)
- Ben 10: Omniverse – serie TV (2012 - 2014)
- Ben 10 – serie TV (2016 -2017)
- I Kill Giants, regia di Anders Walter (2017)